# Klemens (Tryzna)
Klemens, nazwisko świeckie Tryzna (zm. 1685) – duchowny prawosławny działający w I Rzeczypospolitej, przełożony monasteru Św. Ducha w Wilnie, biskup-nominat białoruski (mohylewski, mścisławski i orszański). 
Klemens (Tryzna) był przełożonym monasteru Św. Ducha w Wilnie, z godnością igumena, przed 1679. W wymienionym roku sobór eparchii białoruskiej nominował go na biskupa mohylewskiego, mścisławskiego i orszańskiego (białoruskiego). Król Jan III Sobieski początkowo podpisał przywilej na biskupstwo białoruskie, pod naciskiem magnatów litewskich, a w nim przekazał biskupowi-nominatowi majątki Wierbicze, Wołowin, Pobuże, Smoły i Leśniki (powiat mohylewski). Wręczenie przywileju miało jednak nastąpić dopiero po oficjalnej deklaracji nominata, iż przyjmie postanowienia unii brzeskiej, czego ihumen Klemens odmówił. Decyzja króla miała związek z jego staraniami na rzecz ostatecznej likwidacji Kościoła prawosławnego w Rzeczypospolitej i przyłączenia do Kościoła unickiego jego ostatnich administratur. Po zaakceptowaniu unii przez metropolitę kijowskiego Anastazego, biskupów przemyskiego Innocentego, lwowskiego Józefa oraz łuckiego Dionizego biskupstwo białoruskie było ostatnią prawosławną eparchią w Rzeczypospolitej. Nadanie przywileju na wymienione biskupstwo, a następnie uzależnienie jego wręczenia od złożenia katolickiego wyznania wiary sugerował królowi nuncjusz papieski. 
Klemens (Tryzna) miał znaczny wpływ na postawę społeczności prawosławnej (dyzunickiej) w Rzeczypospolitej. Chociaż z powodu sprzeciwu króla nigdy nie został wyświęcony na biskupa białoruskiego, rezydował w siedzibie ordynariuszy tejże eparchii w monasterze Przemienienia Pańskiego w Mohylewie. Zmarł w 1685. Po jego śmierci kolejny tymczasowy administrator eparchii białoruskiej został wyznaczony przez patriarchę moskiewskiego i całej Rusi Joachima.